# Saara Kuugongelwa
Saara Kuugongelwa-Amadhila (* 12. října 1967 Otamanzi, Jihozápadní Afrika, nynější Namibie) je namibijská politička, která v letech 2015 až 2025 zastávala funkci premiérky Namibie. Je výraznou postavou v namibijské politice a přední obhájkyní práv žen a genderové rovnosti v zemi.
Je držitelkou čestného doktorátu v oboru veřejných financí a magisterského titulu v oboru finanční ekonomie. Je členkou Jihozápadoafrické lidové organizace (SWAPO) a od roku 1995 je poslankyní Namibijského národního shromáždění. V roce 1995 působila jako ekonomka v Kanceláři prezidenta a v letech 1995–2003 byla generální ředitelkou Národní plánovací komise. V letech 2003–2015 zastávala funkci ministryně financí, je první ženou ve funkci namibijské premiérky.

## Biografie
Saara Kuugongelwa se narodila 12. října 1967 v Otamanzi v Jihozápadní Africe (dnešní Namibie). V roce 1980 odešla ve 13 letech do exilu do Sierry Leone, kde získala středoškolské vzdělání. V letech 1991–1994 vystudovala finanční ekonomii na Lincolnově univerzitě v Pensylvánii ve Spojených státech amerických a získala magisterský titul.
Po ukončení studia na univerzitě se Kuugongelwa vrátila do Namibie a nastoupila na místo ekonomky v prezidentské kanceláři Sama Nujomy. Jako členka Jihozápadoafrické lidové organizace (SWAPO) byla od roku 1995 poslankyní Namibijského národního shromáždění. V roce 1995 ji Nujoma ve věku 27 let jmenoval generální ředitelkou Národní plánovací komise, což je funkce na úrovni ministra. V letech 2003–2015 byla ministryní financí. Finanční správu země převzala v době, kdy se příjmy státu snížily kvůli poklesu daní z diamantů a dalších těžebních odvětví. Přesto v letech 2006/07 a 2007/08 předložila historicky první přebytkový rozpočet země. Během svého působení na ministerstvu financí zavedla Kuugongelwa v zemi přísnou fiskální disciplínu.
Dne 21. března 2015 složila spolu s prezidentem Hage Geingobem přísahu ve čtvrté namibijské vládě a stala se první ženou ve funkci premiérky. Její vláda se zaměřuje na podporu ekonomického růstu, snižování chudoby a zvyšování kvality života obyvatel Namibie. Je známá pro své úsilí o zvýšení transparentnosti a odpovědnosti v namibijské politice a zasazuje se o práva žen a genderovou rovnost v zemi.
Kuugongelwa je provdaná za podnikatele Onesmuse Tobiase Amadhila.